# U 77 (U-Boot, 1916)
U 77 war ein diesel-elektrisches Minen-U-Boot des Kriegsauftrags „E“ der deutschen Kaiserlichen Marine. Es kam im Ersten Weltkrieg zum Einsatz.

## Besonderheit der Bewaffnung und Motorisierung
Die Hauptaufgabe von U 77 war das Legen der Seeminen, von denen bis zu 38 Stück im Bootsinneren transportiert werden konnten. Sie wurden über zwei Auslassrohre im Bootsheck verlegt. Es handelte sich somit nicht primär um ein U-Boot für Torpedoangriffe. Es war verglichen mit anderen Hochsee-U-Booten relativ schwach motorisiert. Selbst die Überwassergeschwindigkeit blieb im einstelligen Bereich. Die Torpedobewaffnung diente lediglich zur Selbstverteidigung.

## Einsätze
U 77 lief am 9. Januar 1916 bei der Vulkanwerft in Hamburg vom Stapel und wurde am 10. März 1916 in Dienst gestellt. Das U-Boot wurde im Juni 1916 der I. U-Boot-Flottille zugeordnet. Der erste und einzige Kommandant war Kapitänleutnant Erich Günzel, der das U-Boot von seiner Indienststellung bis zu seinem Verlust im Juli 1916 befehligte. Günzel kam beim Untergang von U 77 um.
U 77 führte während des Ersten Weltkrieges nur eine abgeschlossene Operation durch. Dabei wurden keine Schiffe versenkt oder beschädigt.

## Verbleib
Am 5. Juli 1916  lief U 77 von Helgoland zu einer Operation an der Ostküste Schottlands aus. Vor Kinnaird Head bei Fraserburgh wurden Minen gelegt, die jedoch am 7. Juli 1916 entdeckt und geräumt wurden. Seither gilt das U-Boot als vermisst. Es kann auf eine Mine gelaufen sein. Auch eine Havarie beziehungsweise ein menschlicher Fehler kommen als Untergangsursache in Betracht.
Zwischenzeitlich war angenommen worden, das U-Boot sei weiter südlich, vor Dunbar, gesunken. Ein dortiges Wrack wurde jedoch als U 74 identifiziert.
Im Jahr 2021 wurde im Küstenwasser nordwestlich vor Fraserburgh in 103 Metern Tiefe ein Wrack gefunden, das im Jahr 2024 anhand der Schiffsglocke als U 77 identifiziert wurde. Im U-Boot sollen sich nach Marinehistorikern noch „mehr als 20“ scharfe Seeminen befinden.